# Bünauroda
Bünauroda ist ein Ortsteil von Meuselwitz im Landkreis Altenburger Land in Thüringen.

## Lage
Bünauroda liegt nordöstlich von Meuselwitz an der Landesstraße 1361 in kupierten Zeitzer-Schmöllner-Ackerbaugebiet mit Restgruben vom Bergbau und begrünten Erosionsrinnen.

## Geschichte

### 17. bis 19. Jahrhundert
Im Jahr 1656 wurde das Dorf erstmals urkundlich erwähnt. Bünauroda ist neben Neupoderschau (1718) und Kleinröda (1703) eine der neueren Gründungen im Altenburger Land. Angelegt wurde es durch den Gutsherrn Heinrich von Bünau als Rodungssiedlung im Prößdorfer Wald, wodurch sich der Name „Bünauroda“ erklärt. Eingepfarrt war der Ort nach Prößdorf. 
Bünauroda gehörte zum wettinischen Amt Altenburg, welches bei der Gründung von Bünauroda unter der Hoheit des Ernestinischen Herzogtums Sachsen-Altenburg stand. Zwischen 1672 und 1826 gehörte Bünauroda mit dem Kreisamt Altenburg zum Herzogtum Sachsen-Gotha-Altenburg. Bei der Neuordnung der Ernestinischen Herzogtümer im Jahr 1826 kam der Ort wiederum zum neu gegründeten Herzogtum Sachsen-Altenburg. 
Nach der Verwaltungsreform im Herzogtum gehörte Bünauroda bezüglich der Verwaltung zum Ostkreis (bis 1900) bzw. zum Landratsamt Altenburg (ab 1900). Gerichtlich war der Ort seit 1879 dem Amtsgericht Altenburg und seit 1906 dem Amtsgericht Meuselwitz zugeordnet.

### 20. Jahrhundert bis zur Gegenwart
Um 1900 begann um Bünauroda der Braunkohleabbau. Dadurch kam es in dem 101 Einwohner zählenden Ort im Norden des Meuselwitz-Altenburger Braunkohlereviers zu einer Vergrößerung des Dorfs. Südlich des Orts eröffnete im Jahr 1901 die Tiefbaugrube Heureka. Sie war bis 1924 in Betrieb. Zwischen 1900 und 1910 existierte in Bünauroda eine gleichnamige Brikettfabrik. Ab 1910 baute die Gewerkschaft Heureka als Tochterunternehmen der Phönix AG für Braunkohlenverwertung in der Umgebung von Bünauroda auch Kohle im Tagebaubetrieb ab. Zunächst waren dies die kleineren Tagebaue Heureka (1910 bis 1924) im Südwesten und Phönix-Bünauroda (1920 bis 1924) im Westen.
Seit 1874 führte an Bünauroda die Bahnstrecke Gaschwitz–Meuselwitz vorbei. Der Ort verfügte ab 1921 mit dem Haltepunkt Meuselwitz-Heurekagrube über eine eigene Bahnstation. Die Gießerei nördlich von Bünauroda erhielt im Jahr 1972, vier Jahre vor der Stilllegung des Streckenabschnitts, einen eigenen Haltepunkt. Politisch gehörte der Ort ab 1918 zum Freistaat Sachsen-Altenburg, der 1920 im Land Thüringen aufging. 1922 kam das Dorf zum Landkreis Altenburg. 1928 setzte im Norden von Bünauroda der Braunkohleabbau im Tagebau Phönix-Falkenhain ein, der bis 1942 andauerte. Nachdem 1940 der Tagebau Phönix-Ost östlich von Bünauroda und der Straße Meuselwitz-Lucka aufgeschlossen wurde, war der Ort von allen Seiten von aktiven oder stillgelegten Tagebauen umgeben. Der Tagebau Phönix-Ost war bis 1963 in Betrieb.
Am 1. Juli 1950 wurde Bünauroda nach Meuselwitz eingemeindet. Bei der zweiten Kreisreform in der DDR wurden 1952 die bestehenden Länder aufgelöst und die Landkreise neu zugeschnitten. Somit kam Bünauroda mit dem Kreis Altenburg an den Bezirk Leipzig. Seit der Neugründung des Freistaats Thüringen im Jahr 1990 kam Bünauroda als Ortsteil von Meuselwitz wieder zu diesem. Seit 1994 gehört der Ort zum Landkreis Altenburger Land. In der Gegenwart wohnen 165 Personen in dem Ort.+